# Wettingen-Mehreraus kloster

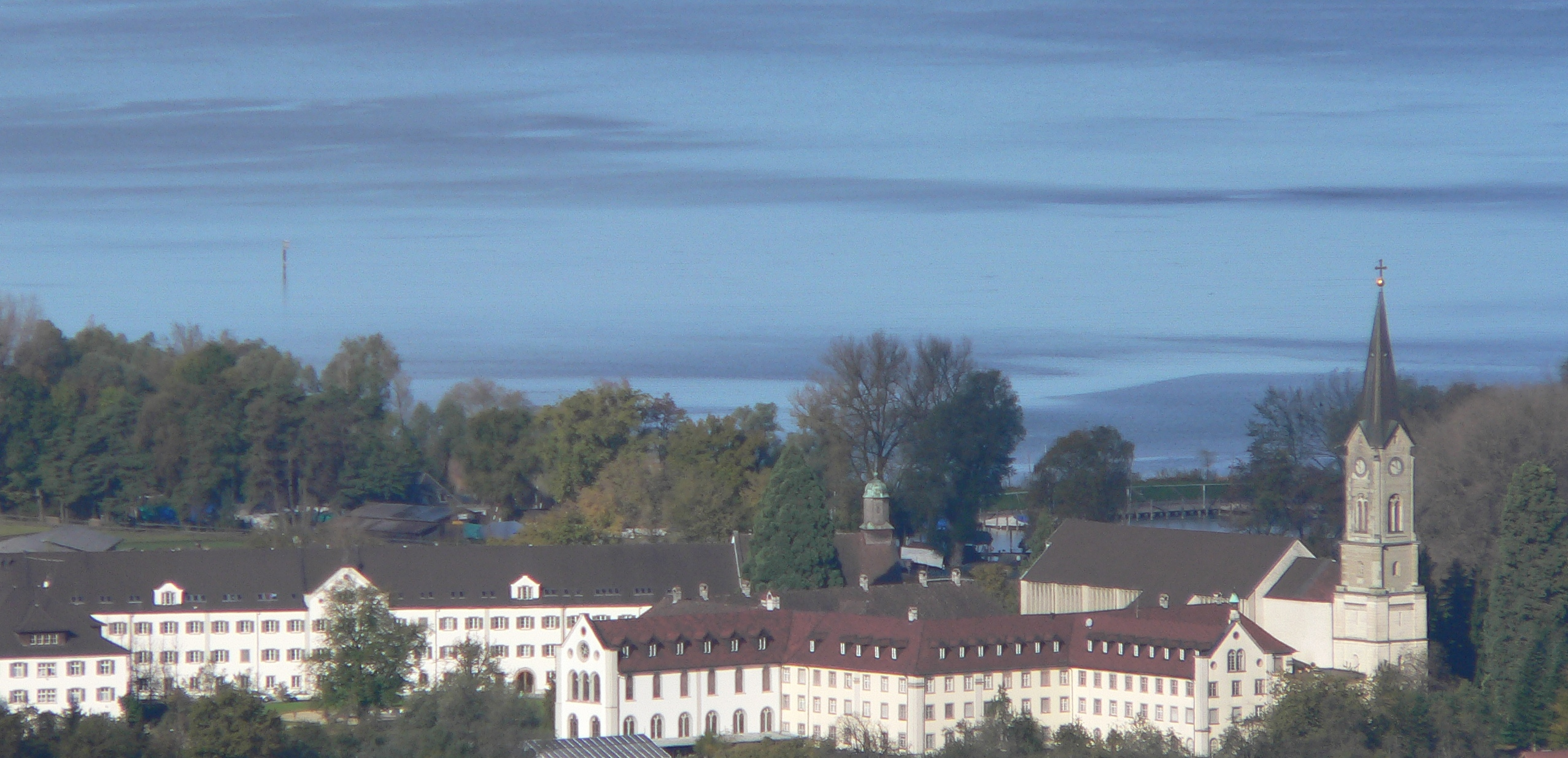
Wettingen-Mehreraus kloster, vid Bodensjöns strand.

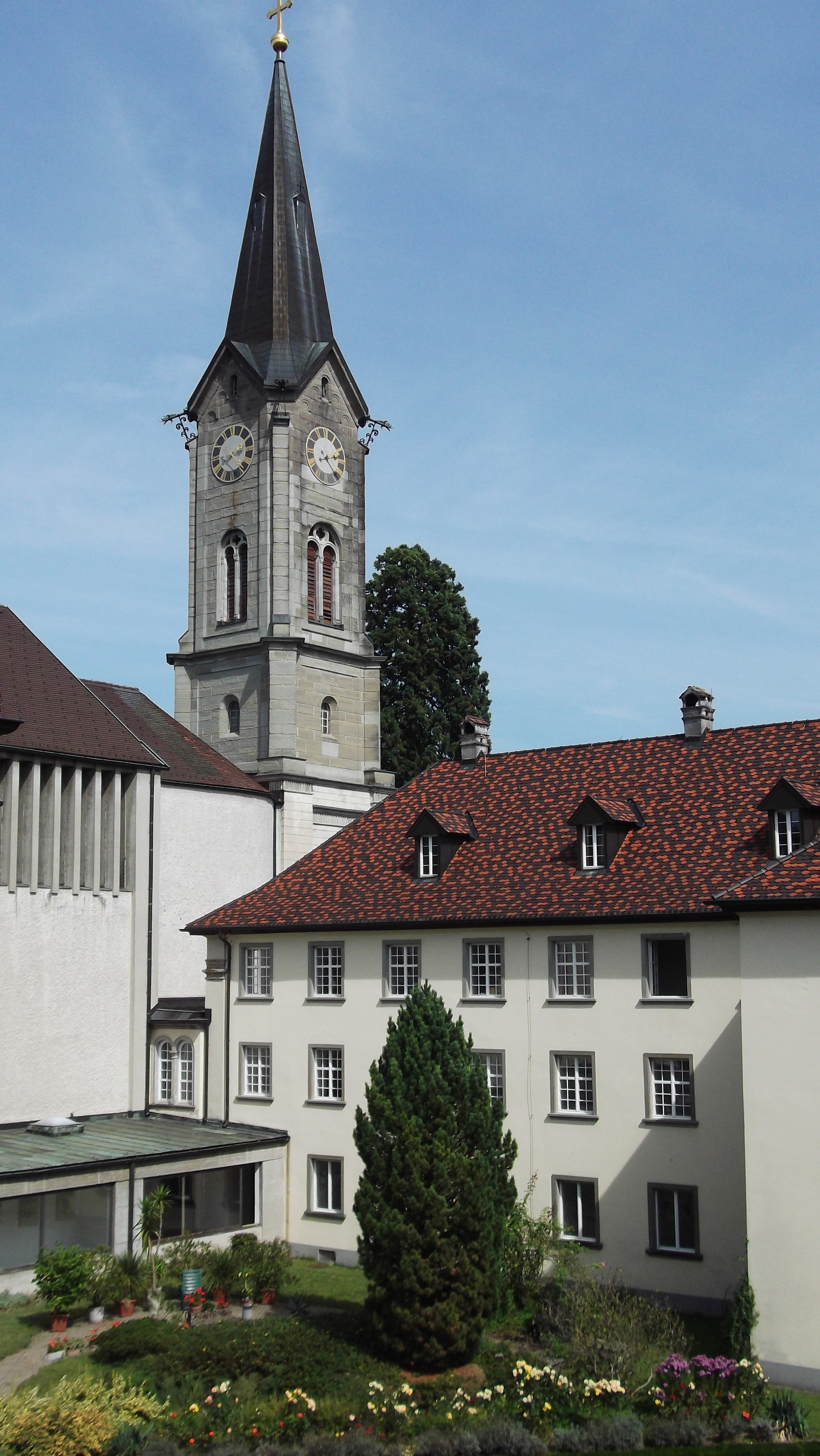
Klostrets innergård. Klosterkyrkan skymtar bakom andra byggnader.

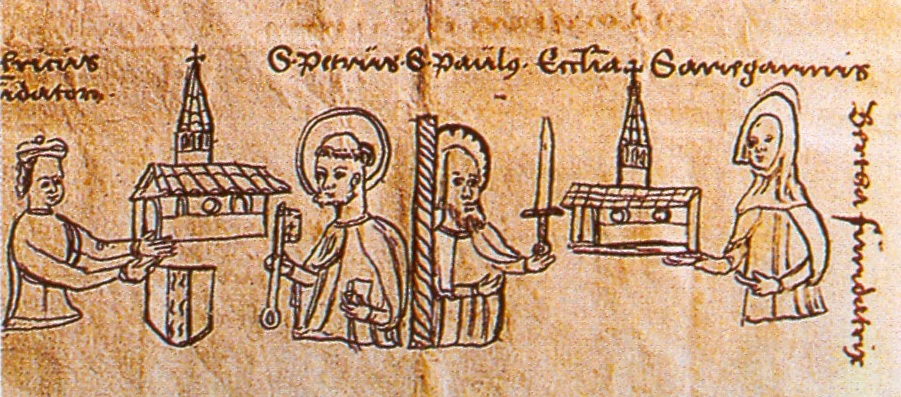
En urkund från 1519, som skildrar greve Ulrich av Bregenz och hustrun Bertha av Rheinfelden som Mehreraus klosters grundare. Som klostrets skyddshelgon avbildas Petrus och Paulus.

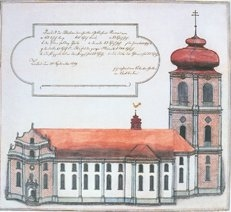
Mehrenaus gamla klosterkyrka. Teckning från 1790.

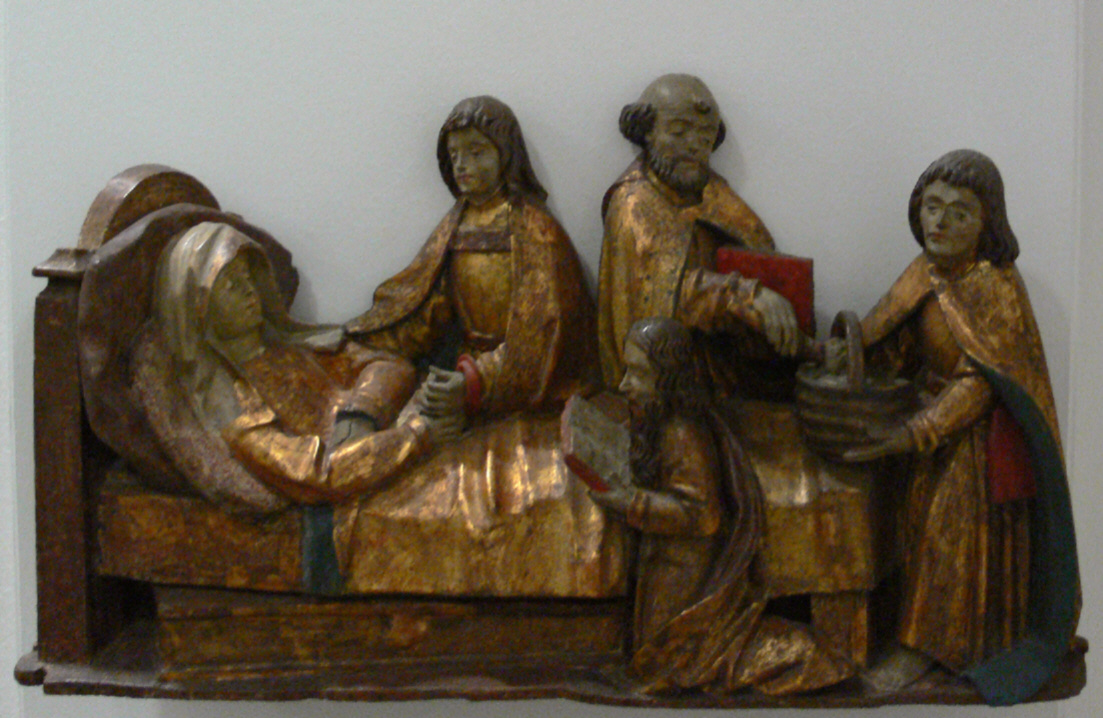
Skulptur från den gamla klosterkyrkan, föreställande Jungfru Marie insomnande. Skulpturen finns numera på museum i Bregenz.

Wettingen-Mehreraus kloster, på tyska Territorialabtei Wettingen-Mehrerau, är ett katolskt munkkloster i Österrike tillhörande Cistercienserorden. Det ligger vid Bodensjön väster om staden Bregenz, i de västligaste delarna av Österrikes västligaste delstat Vorarlberg. Klostret är ett Territorialabtei, vilket betyder att det fungerar som ett eget stift direkt under den Heliga stolen och klostrets abbot har en plats i den österrikiska biskopskonferensen. Nuvarande abbot är sydafrikanen Anselm van der Linde, som efterträdde Kassian Lauterer 2009. Det nuvarande klostret är grundat 1854, i byggnader från ett medeltida benediktinkloster.

## Mehreraus kloster
Om klostrets äldsta historia finns olika uppgifter; då flera äldre kloster funnits i trakten beror det lite på vad man räknar som det nuvarande klostrets rötter. Enligt Catholic Encyclopedia grundades klostret ursprungligen av Sankt Columbanus som efter att han fördrivits från Luxeuil i östra Frankrike slog sig ner på denna plats omkring 611, och byggde upp ett kloster med Luxeuils kloster som förebild. Troligen har det också funnits ett nunnekloster i närheten men omständigheterna kring dess uppkomst och nedläggning är oklara. Klostrets egen webbplats nämner istället en greve och biskop Ulrich av Bregenz som grundade ett kloster i trakten 938, som sägs vara det nuvarande klostrets moderkloster. En annan greve med samma namn gjorde tillsammans med sin fru Bertha von Rheinfelden ett misslyckat försök att starta ett kloster i närbelägna Andelsbuch 1986, innan de 1095 startade kloster i Bregenz där man levde efter benediktinregeln, i enlighet med de klosterreformer som lanserades av Vilhelm av Hirsau (1030–1091).
Under 1100- och 1200-talet skaffade klostret stora lantegendomar. Vid tiden för reformationen var klostret en viktig fästpunkt för den gamla katolska tron i Vorarlberg. Särskilt Ulrich Mötz, prost i Lingenau utanför Bregenz, predikade energiskt mot de trosmässiga nymodigheterna. Mötz blev senare abbot för klostret.
Under Trettioåriga kriget gick de svenska trupperna ekonomiskt illa åt klostret genom att tvinga det att inkvartera och försörja dem, samt genom att plundra. Trots detta klarade klostret att erbjuda en fristad åt ordensfolk som förvisats från Tyskland och Schweiz. Klostret återhämtade sig och blev återigen rikt. 1738 hade man byggt upp kyrkan igen och mellan 1774 och 1781 gjordes en fullständig ombyggnad av klosterbyggnaderna. Liksom andra religiösa institutioner hotades klostret av de åtgärder som vidtogs under kejsare Josef II:s regim, men abboten Benedict lyckades uppnå att det dekret om nedläggning som redan undertecknats drogs tillbaka.
Genom Freden i Pressburg kom Vorarlberg att tillhöra Bayern som i augusti 1806 förklarade att klostret 1 september skulle upplösas. Det värdefulla biblioteket skingrades, och delar av det brändes. Den skog och jordbruksmark som klostret ägde konfiskerades av den bayerska staten. I februari 1807 stängdes kyrkan, och de övriga klosterbyggnaderna såldes på auktion. Under de två påföljande åren monterades kyrkan ner, och stenen användes för att bygga en hamn i Lindau. Sedan området åter kommit under österrikiskt styre användes klosterbyggnaderna för vitt skilda ändamål exempelvis som fabrikslokaler, kasern och tryckeri.

## Cistercienserklostret Wettingen-Mehrerau
1853 köpte abboten vid det tidigare cistercienserklostret i Wettingen i Schweiz de gamla klosterbyggnaderna samt lite mark i närheten. Kantonen Aargau hade 1841 tvingat Wettingens kloster att stänga, och munkarna därifrån sökte ett nytt hem. Cistercienserklostret Wettingen-Mehrerau öppnades formellt 18 oktober 1854. Bland den första omgången munkar fanns Alberich Zwyssig, kompositören till den schweiziska nationalsången, som skulle fungera som klostrets kantor men dog strax efter att ha flyttat till det nya klostret. Samma år byggdes en klosterskola, och fem år senare en ny kyrka i romansk stil vars finaste interiördetalj är monumentet över kardinal Josef Hergenröther som ligger begravd i kyrkan.
1910 hade klostret utöver abboten Eugene Notz 64 prästvigda munkar, varav hälften fanns i själva klostret och hälften utanför, 5 präster som inte var munkar, 30 lekbröder och 4 noviser. I klostret fanns studiecentrum för munkarna och en klosterskola där munkarna undervisade omkring 200 elever.

## Cistercienser-Chronik
Sedan 1889 ger klostret ut Cistercienserordens äldsta tidning, facktidskriften Cistercienser-Chronik. Dess första redaktör var Gregor Müller (1842–1934). Tidningens fokus är historiskt-teologiskt men täcker även konst, litteratur och andlighet med fokus på cisterciensernas traditioner.

## Collegium Bernardi
Wettingen-Mehreraus skola Collegium Sancti Bernardi, är grundad 1854. Man hade då 7 elever. Skolan växte snabbt så att man redan på 1880-talet hade 100 elever. Skolan är ett gymnasium med åtta årskurser, från femte klass.
Under det tidiga 2000-talets skandaler kring sexuella övergrepp inom Katolska kyrkan trädde en tidigare elev 2010 fram i Der Spiegel och berättade om misshandel och grymhet mot eleverna på klosterskolan. 2013 tvingades klostret betala sammanlagt 250 000 euro till två personer som utsatts för sexuella övergrepp av en av klostrets munkar.

## Källor

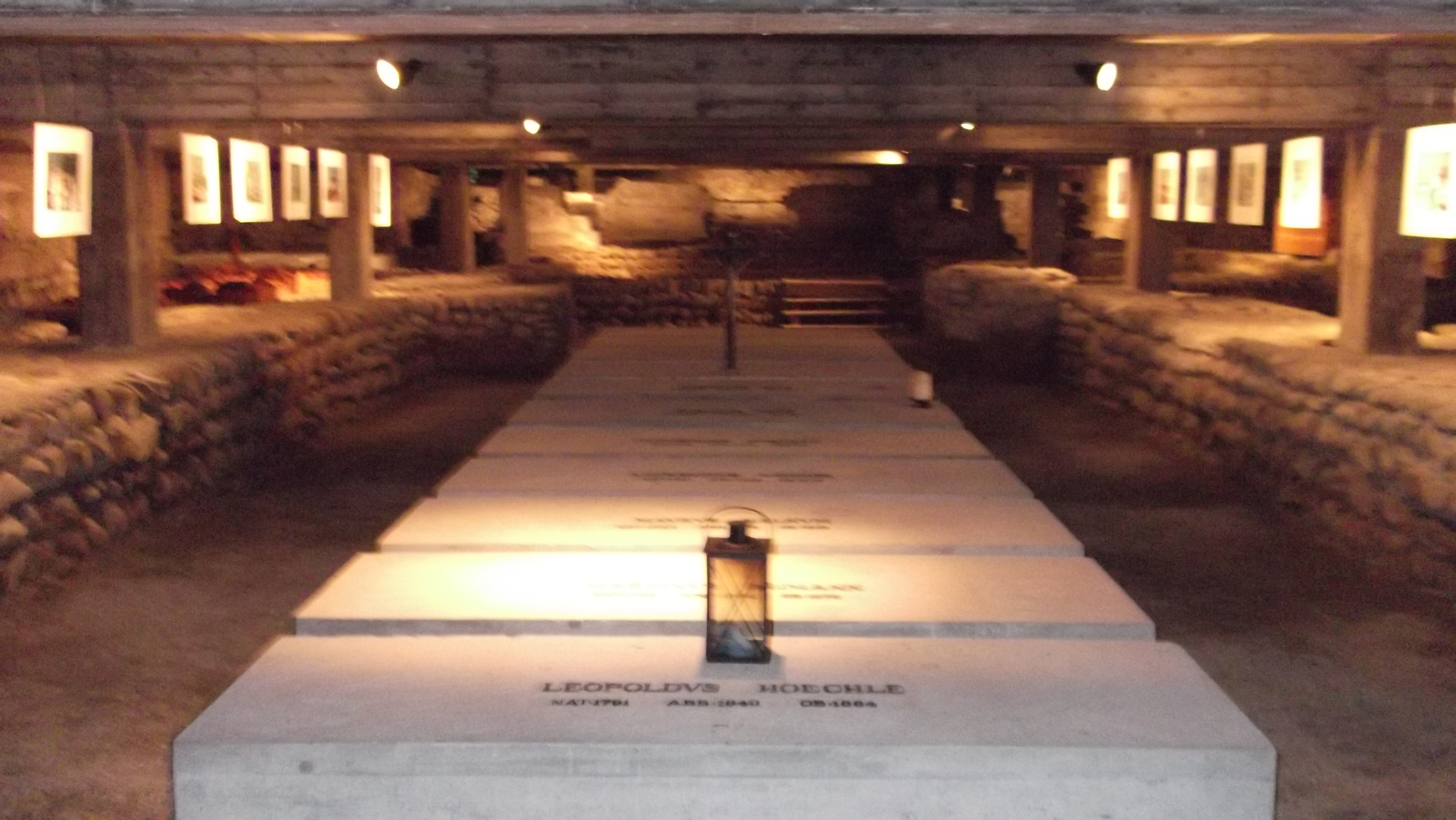
Klosterkyrkans krypta.